# Aníbal Pinto Santa Cruz
Domingo Aníbal Pinto Santa Cruz (Santiago, Recoleta, 21 de octubre de 1919-Las Condes, 3 de enero de 1996) fue un economista chileno galardonado con el Premio Nacional de Humanidades y Ciencias Sociales en 1995.

## Primeros años de vida
Fue hijo de Aníbal Pinto del Río y de Inés Santa Cruz Wilson. Su abuelo paterno fue el exdiputado Francisco Antonio Pinto Cruz. Vinculado familiarmente a la aristocracia chilena, era descendiente directo de los presidentes de Chile Aníbal Pinto y Francisco Antonio Pinto.
Estudió Derecho en la Universidad de Chile. En 1940 fue jefe de crónica del recién fundado diario El Siglo, órgano del Partido Comunista. Ese mismo año ingresó a la London School of Economics en donde permanecerá hasta 1947. 

### Matrimonio e hijos
En plena II Guerra Mundial, contrajo matrimonio con Malucha Solari, joven bailarina que estaba becada en Inglaterra. Con ella tuvo a la actriz Malucha Pinto y al músico Aníbal Pinto Solari.

## Vida pública
En 1947, ya en Chile, tuvo estrecha relación con el Partido Comunista, participando en debates económicos en su nombre. Bajo el sello de la Editorial Universitaria fundó en 1947 y dirigió durante varios años la revista quincenal "Panorama Económico", que muy pronto fue reconocida por la profundidad de su análisis. 
Paralelamente ocupó las cátedras de Finanzas Públicas y de Desarrollo Económico en la Escuela de Economía de la Universidad de Chile. También se incorporó al equipo periodístico que publicaba la revista Ercilla. De esta manera, Aníbal Pinto pasaba a formar filas con lo más selecto del periodismo chileno y americano. Más tarde adquirió (junto a Arturo Matte Alessandri) y dirigió el vespertino Las Noticias de Última Hora.
A mediados de la década de 1950 se integra a la Comisión Económica para América Latina y el Caribe, dentro de la cual fue director de la Subsede de CEPAL/ILPES en Río de Janeiro, entre 1960 y 1965, y entre 1970 y 1979 Director de la División de Desarrollo, y desde 1986 hasta su muerte fue Director de la Revista de la CEPAL.
Además fue Director de la Escuela Latinoamericana para Graduados de la Universidad de Chile (1965-1971), y entre 1981 y 1987 fue Director de la revista española Pensamiento Iberoamericano. Se encuentra sepultado en la bóveda de la Familia Pinto Santa Cruz, del Cementerio General de Santiago.

### Obras
Una de sus obras  es "Chile, un caso de desarrollo frustrado", publicado en 1959. En ella se distingue que durante 100 años, Chile dispuso de las condiciones favorables del modelo clásico y liberal de crecimiento y que, sin embargo, a pesar de su progreso, no consiguió liberarse de las limitaciones de una estructura subdesarrollada, subordinada al comercio exterior y a la monoexportación. Hasta hoy, este libro es un clásico que brilla con luz propia en plena vigencia.
En 1951, la Editorial del Pacífico le publica su "Finanzas públicas, mitos y realidades". La misma editorial, por las mismas fechas, reunirá en un volumen varios trabajos de diversos autores: "Inflación, naturaleza y problemas". En 1953, aparecen "Hacia nuestra independencia económica", un sólido y bien fundado esquema de innegable acento izquierdizante, y "Cuestiones principales de la economía".
- "Hacia nuestra independencia económica" (Editorial del Pacífico, 1953).
- "Antecedentes sobre el desarrollo de la economía chilena" (1954).
- "Ni estabilidad, ni desarrollo, la política del Fondo Monetario" (1960).
- "Chile, una economía difícil" (Fondo de Cultura Económica, México, 1964).
- "Distribución del ingreso en América Latina" (Editorial Universitaria de Buenos Aires, Argentina, 1967).
- "Política y desarrollo", (Editorial Universitaria, Chile, 1968).
- "Ensayos sobre Chile y América Latina", (Ediciones Solar, Buenos Aires, Argentina, 1972).
- "América Latina y el cambio de la economía mundial" (Instituto de Estudios Peruanos, Lima, 1973).
- "Inflación, raíces estructurales" (Fondo de Cultura Económica, México, 1974).
- "Inflación reciente en Brasil y en América Latina" (Editorial Graal, Río de Janeiro, Brasil, 1978).
- "La internacionalización de la economía mundial. Una visión latinoamericana" (Ediciones Cultura Hispánica, Madrid, 1980); etc.

## Reconocimientos
Aníbal Pinto Santa Cruz recibió estas distinciones:
- Doctorado Honorario de la Universidad de Campinas, Brasil.
- Premio iberoamericano de economía Raúl Prebisch
- Premio Nacional de Humanidades y Ciencias Sociales de Chile, 1995.